# NGC 5005

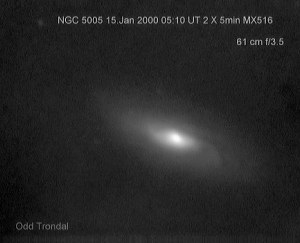
NGC 5005

NGC 5005 sau Caldwell 29 este o galaxie spirală din constelația Câinii de Vânătoare și se află la o distanță medie de 65 milioane de ani-lumină de Pământ. 